# Tropicomyia crotonella
Tropicomyia crotonella är en tvåvingeart som beskrevs av Spencer 1964. Tropicomyia crotonella ingår i släktet Tropicomyia och familjen minerarflugor.
Artens utbredningsområde är Etiopien. Inga underarter finns listade i Catalogue of Life.